# كيدي بلازما 4
كيدي بلازما 4 (بالإنجليزية: KDE Plasma 4)‏ هي الإصدار الرابع لبيئة سطح المكتب بلازما من تطوير كيدي ضمن تصريف برمجيات كيدي 4. سبقتها كيدي بلازما 3 وأصدرت في 11 يناير 2008، واستمر تطوير ميزاتها حتى إصدار كيدي بلازما 5 في 15 يوليو 2014 حيث اقتصر تطويرها على إصلاح الأخطاء والثغرات بعد ذلك. توقف التطوير كليًا بعد إصدار النسخة 4.14.38 في 7 نوفمبر 2017.

## وصلات خارجية
- الموقع الرسمي